# يوليوس فاغنر فون ياورغ
يوليوس فاغنر ياوْرِغ (بالألمانية: Julius Wagner-Jauregg)، وكان اسمه حتى عام 1919 يوليوس فاغنر ريتر فون ياورِغ (بالألمانية: Julius Wagner Ritter von Jauregg)ولد في 7 مارس 1857 وتوفي في 27 سبتمبر 1940 كان طبيب نمساوي، حصل على جائزة نوبل في الطب لعام 1927، وكان يعرف بميوله النازية.

## حياته
ولد يوليوس فاغنر في 7 مارس 1857 في بلدة فيلس في بالنمسا. التحق بمدرسة ثانوية في فيينا ثم التحق بجامعة فيينا لدراسة الطب بين عامي 1874 و1880. حصل على درجة الدكتوراه عام 1880، وكان عنوان أطروحته للدكتوراه «أصل ووظيفة تسارع نبضات القلب» (بالفرنسية: L'origine et la fonction du cœur accéléré). ترك فون ياورِغ المعهد عام 1882.

## وظائف شغلها
بعد أن ترك فاغنر-ياورغ المعهد، شرع في إجراء أبحاث معملية على الحيوانات، ثم عمل مع عالِم النفس ماكسيميليان لايديسدورف في العيادة النفسية بين عامي 1883 و1887، رغم أن دراسته الأصلية كانت في مجال أمراض الجهاز العصبي. وفي سنة 1889 خلف فاغنر-ياورغ عالِم النفس الشهير ريتشارد فون كرافت-إيبنغ في عيادة الأمراض العصبية والنفسية بجامعة غراتس وشرع في دراسة مرض الدراق واليود. وفي سنة 1893 عُين أستاذًا مشاركًا (بالألمانية: Außerordentlicher Professor) لعلم النفس والأمراض العصبية ومديرًا لعيادة الأمراض النفسية والأمراض العصبية في فيينا.
وفي سنة 1902 انتقل فاغنر-ياورغ إلى العيادة النفسية بالمستشفى العام، ثم عاد أدراجه إلى وظيفته السابقة عام 1911.

## تقاعده

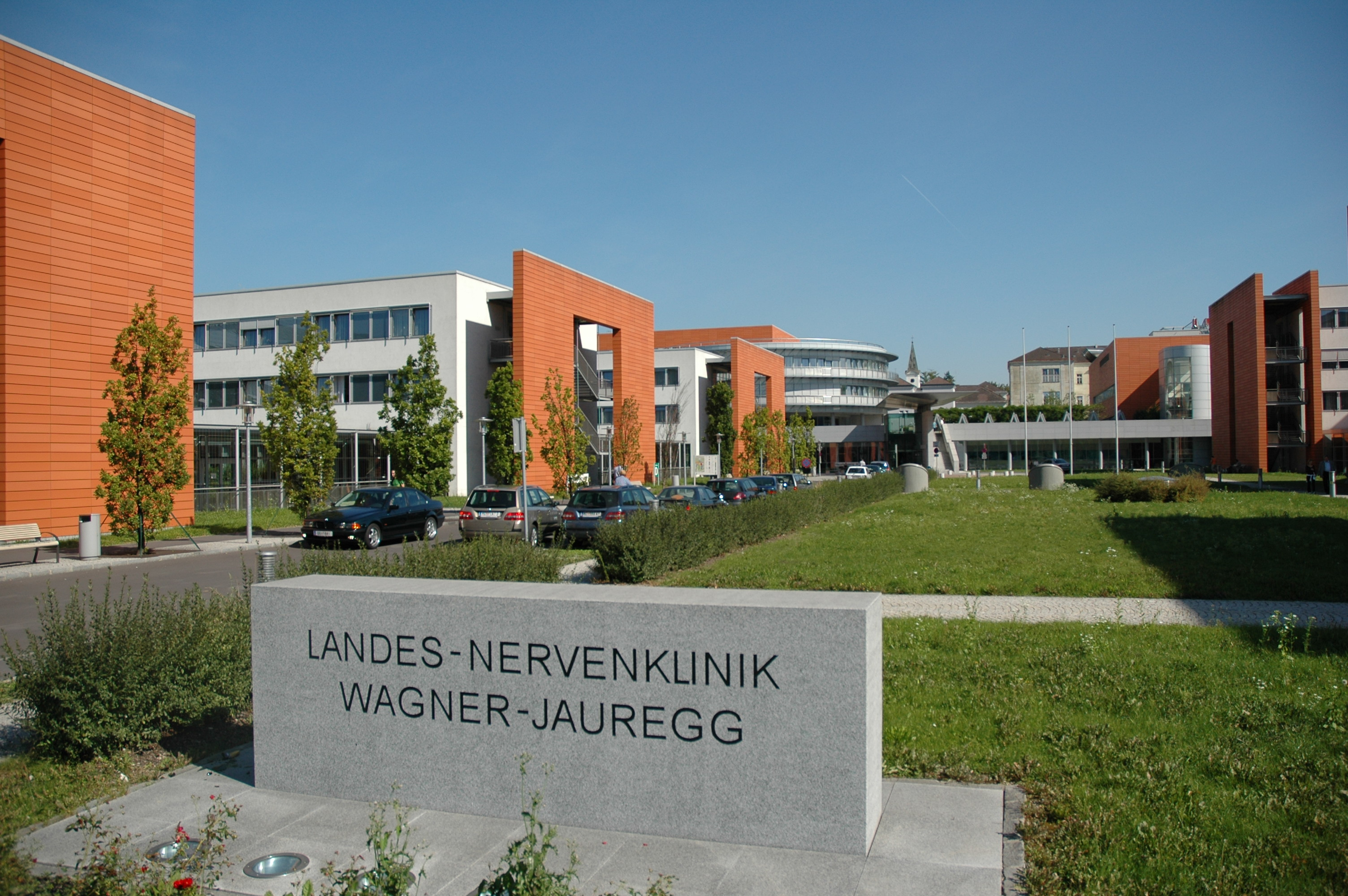
صورة مصحّة نمساوية سميت باسم يوليوس فاغنر فون يورغ

في سنة 1928 تقاعد فاغنر-ياورغ من وظيفته، غير أنه ظل نشطًا ومتمتعًا بصحة جيدة حتى وفاته في 27 سبتمبر 1940، وقد نشر حوالي 80 ورقة علمية أثناء سنوات تقاعده وحدها. سمي العديد من مدارس وطرق ومستشفيات النمسا باسمه.

## فكره النازي
كان فاغنر-ياورغ متعصبًا في معاداته للسامية (كانت زوجته الأولى بالبين فرومكين ـ التي طلقها سنة 1903 ـ يهودية) وكان متحمسًا للنازية. وقد وُجدت وثائق تثبت انضمام فاغنر-ياورغ للحزب النازي بعد فترة وجيزة من احتلال ألمانيا للنمسا سنة 1938، إلا أن إحدى اللجان المكلفة بتطهير النمسا من بقايا النازية شككت في ذلك سنة 2004 بعد أن طالب البعض برفع اسمه من على المؤسسات الطبية التي سميت باسمه لاتهامه بالنازية.